# 西蒙深海帶魚
西蒙深海帶魚，为輻鰭魚綱鱸形目鯖亞目带鱼科的其中一種。分布於大西洋區，包括加拿大紐芬蘭、美國新英格蘭、加勒比海、冰島、挪威、葡萄牙、馬德拉群島等海域，棲息深度在水深200至900公尺，本魚體銀色，顎與鰓蓋黑色，背鰭硬棘44至46枚；背鰭軟條104至109枚；臀鰭硬棘2枚；臀鰭軟條93至102枚；脊椎骨153至158個，體長可達130公分，屬肉食性。

## 扩展阅读
維基物種上的相關：西蒙深海帶魚